# Còlob d'Angola
El còlob d'Angola (Colobus angolensis) és un primat de la família dels cercopitècids. La llargada del cos és de 50–68 cm, mentre que la cua mesura 70–83 cm. El pes és de 6–12 kg i els mascles són bastant més grans que les femelles. El nom «còlob» deriva de la paraula grega per dir 'mutilat' perquè, a diferència d'altres primats, els còlobs no tenen polzes.

## Característiques físiques
El còlob d'Angola manca de polze, igual que tots els altres còlobs. La resta de dits s'han alineat convertint-se en un arc corbat que actua com un ganxo flexible.
Les seves potes posteriors són més llargues que les extremitats davanteres. Tenen coixinets a les natges i les ungles aplanades. Aquestes són característiques comunes de tots els primats del vell món. La seva estructura òssia és molt lleugera, fet que li permet una millor adaptació a la vida arbòria.
El color predominant és el negre, però els costats del musell i les espatlles són de color blanc. La cua també acaba en un floc blanc. Les cries neixen completament blanques i comencen a canviar el pelatge al dels adults als tres mesos d'edat.

## Distribució geogràfica
El còlob d'Angola és natural d'Àfrica. La seva distribució va des de Kenya fins a Angola.

### Hàbitat
El seu hàbitat poden ser tant selves plujoses com boscos secs de la costa, boscos de bambú, de muntanya... Se sap que pot habitar fins als 3.000 m d'altitud.
El còlob és el més arborícola de tots els primats africans, rarament descendeix dels arbres.
Utilitza les branques com trampolins elàstics per a impulsar-se i saltar cap a altres arbres (els seus salts poden assolir els 15 metres de longitud).
La seva dependència dels boscos fa que siguin un bon indicador de l'estat de les selves on viuen.

## Estructura social
Aquest primat viu en grups que van des de dos a vint individus, normalment. S'han observat grups de fins a 50 individus.
Normalment, els grups estan formats per un mascle dominant, diverses femelles i les seves cries. Cada grup té un territori ben definit, que defensa enfront d'altres grups. El mascle dominant s'encarrega de defensar el territori mentre que la femella dominant lidera el grup. Els mascles fan forts rugits; però, tot i el seu caràcter territorial, les baralles entre membres del mateix grup són escasses.
Les femelles romanen en el mateix grup durant tota la vida. En canvi, els mascles joves deixen el grup natal per iniciar grups amb altres mascles joves, fins que són capaços de formar la seva pròpia bandada.

### Comportament
És un primat diürn. Els membres de la bandada tenen cura dels infants. Tot i això, la mortalitat infantil és força alta.
No hi ha una època concreta d'aparellament, tot i que la major part tenen lloc en l'època de pluges. Hi ha un augment dels naixements entre el setembre i l'octubre.
Les femelles donen llum de mitjana, un cop cada 20 mesos. La cria és transportada en l'abdomen de la mare, on s'agafa al seu pelatge.
En els primers mesos és cuidat durant unes 3-5 hores al dia per altres membres del grup. Quan arriben als 7 mesos comencen a jugar amb altres cries, a mesura que creixen, els jocs simulen cada cop més combats i baralles simulades. Es creu que la coloració dels nounats és una adaptació perquè altres femelles del grup s'hi sentin més atretes i compartir la càrrega de cuidar la cria amb la mare, ja que l'energia invertida en la cria dels fills, juntament amb una dieta força pobra, genera estrès en les mares.

## Alimentació
La seva dieta es basa en fruites, llavors i fulles. Principalment, fulles tendres que troben a les copes dels arbres. El seu estómac complex, format per tres cambres, els permet digerir la cel·lulosa. A més, són capaços de processar fins i tot fulles tòxiques que altres primats no poden consumir, gràcies a alguns bacteris fermentadors del seu intestí. Per l'escàs valor nutricional de la seva dieta, han de dedicar moltes hores al dia a alimentar-se. Consumeixen entre dos i tres kg de fulles al dia (un terç del seu pes corporal). El seu comportament i sistema digestiu és semblant al d'animals remugants com les vaques.